# Трогонофиды
Трогонофиды (лат. Trogonophidae) — семейство чешуйчатых пресмыкающихся из подотряда двуходок, распространённых в Северной Африке, на полуострове Сомали и Аравийском полуострове. Взрослые особи достигают в длину от 8 до 24 см. Населяют пустыни, редколесья, скалистые вади, пашни и горы с влажными или песчаными почвами. Ведут роющий образ жизни. Активны ночью и в сумерках. Питаются мелкими беспозвоночными и редко небольшими гекконами. Все виды, кроме живородящего североафриканского трогонофиса, откладывают яйца в кожистой оболочке. От других двуходок отличаются акродонтными (а не плевродонтными) краевыми зубами и треугольной формой тела в сечении.

## Классификация
Включает 6 видов из 4 родов:
- Agamodon Peters, 1882 — агамозубые двуходки
  - Agamodon anguiliceps Peters, 1882 — углоголовая агамозубая двуходка
  - Agamodon arabicus Anderson, 1901 — арабская агамозубая двуходка
  - Agamodon compressus Mocquard, 1888 — узкая агамозубая двуходка
- Diplometopon Nikolsky, 1907 — азиатские двуходки
  - Diplometopon zarudnyi Nikolsky, 1907 — Двуходка Зарудного
- Pachycalamus Günther, 1881 — пахикаламусы
  - Pachycalamus brevis Günther, 1881 — короткий пахикаламус
- Trogonophis Kaup, 1830 — трогонофисы
  - Trogonophis wiegmanni Kaup, 1830 — североафриканский трогонофис